# Cercosa
Cercosa es una freguesia portuguesa del concelho de Mortágua, con 8,90 km² de superficie y 357 habitantes (2001). Su densidad de población es de 40,1 hab/km².